# PDC Pro Tour
De PDC Pro Tour is een serie van dartstoernooien die worden georganiseerd door de Professional Darts Corporation (PDC). Deze tour bestaat uit de Players Championships en de European Tour. De PDC Pro Tour wordt niet op tv uitgezonden, maar is wel te volgen via diverse streams, zoals PDC.tv en Viaplay.

## Pro Tour Card
Sinds 2011 werkt de PDC Pro Tour met een Tour Card-systeem. Aan 128 spelers wordt een Tour Card toegekend die toegang verschaft tot alle Players Championships.
In 2011 werden de Tour Cards toegekend aan:
- 101 spelers uit de PDC Order of Merit na het wereldkampioenschap van 2011
- 2 finalisten van het wereldkampioenschap voor vrouwen van 2010
- 25 gekwalificeerden van een vierdaagse Qualifying School in Wigan (4 halvefinalisten van elke dag plus de 9 beste spelers uit de Q school Order of Merit)

Er werd ook een Tour Card aangeboden aan de vier halvefinalisten van het BDO-wereldkampioenschap van 2011, maar zij sloegen het aanbod af.
Sinds 2012 werden de Tour Cards aangeboden aan:
- de 64 beste spelers uit de PDC Order of Merit na het wereldkampioenschap (die aan ten minste 10 toernooien hebben meegedaan)
- Tour Card-houders van de Qualifying School van het voorgaande jaar
- Tour Card-houders met uitnodigingen in het voorgaande jaar (BDO-wereldkampioenschap en PDC-kampioenschap voor de jeugd)
- de 4 halvefinalisten van het BDO-wereldkampioenschap
- de 2 finalisten van het PDC-wereldkampioenschap voor de jeugd
- ten minste 16 gekwalificeerden van een vierdaagse Qualifying School (meer kaarten als niet alle kaarten via bovengenoemde methoden vergeven worden)

Met ingang van 2015 worden er geen Tour Cards meer uitgereikt aan spelers van de BDO. De nieuwe verdeling van de Tour Cards is als volgt:
- de 64 beste spelers uit de PDC Order of Merit na het wereldkampioenschap (die aan ten minste 10 toernooien hebben meegedaan)
- Tour Card-houders van de Qualifying School van het voorgaande jaar (oftewel spelers die in het 2e jaar van hun Tour Card zitten)
- de 4 Tour Card-houders met uitnodigingen van het voorgaande jaar (PDC Challenge Tour en PDC Development Tour) (oftewel die in het 2e jaar van hun Tour Card zitten)
- de 2 hoogst gekwalificeerde spelers van de PDC Challenge Tour, een serie van toernooien voor spelers zonder Pro Tour Card
- de 2 hoogst gekwalificeerde spelers van de PDC Development Tour, een serie van jeugdtoernooien
- ten minste 16 gekwalificeerden van een vierdaagse Qualifying School (meer Tour Card als niet alle kaarten via bovengenoemde methoden vergeven worden)

## Players Championships
De Players Championships, oorspronkelijk bekend als het PDPA Players Championships, worden georganiseerd door de Professional Dart Players Association (PDPA). Ze worden ook wel vloertoernooien genoemd, omdat er meerdere dartborden bij elkaar in één zaal staan (de "vloer"). Er is geen publiek aanwezig, maar sommige wedstrijden worden wel met camera's gestreamd. Televisietoernooien hebben juist één dartbord op een podium waar zich de camera's bevinden, en waar het publiek omheen zit.

### Order of Merit
Het prijzengeld gewonnen in de Players Championships telt mee voor de PDC Order of Merit, de wereldwijde rangschikking van dartspelers. In 2007 heeft de PDC en PDPA meer gewicht gegeven aan de Players Championships door het veranderen van de kwalificatiecriteria voor grote televisie-toernooien. Tevens telt het prijzengeld voor de aparte Players Championship Order of Merit welke is gebaseerd op het prijzengeld gewonnen op alle Players Championships in dat seizoen én voor de Pro Tour Order of Merit. De spelers die het hoogst op de Pro Tour Order of Merit staan (buiten diegene die al gekwalificeerd zijn via de PDC Order of Merit) krijgen kwalificatieplaatsen bij grote toernooien, zoals de World Matchplay, World Grand Prix en het Wereldkampioenschap. 
Voorheen werden deze plaatsen via knock-out kwalificatietoernooi vergeven, waardoor de spelers de grote toernooien konden missen vanwege één slechte wedstrijd of ziekte. Het Wereldkampioenschap heeft nog steeds een extra kwalificatietoernooi, vanwaaruit bijvoorbeeld de Engelsman Kirk Shepherd in 2008 de finale van het hoofdtoernooi wist te bereiken. Dit kwalificatietoernooi werd niet gehouden voor het Wereldkampioenschap van 2010, maar sinds 2011 is dit kwalificatietoernooi weer in ere hersteld.

### Plaatsing
Alle 128 Tourcardhouders mogen automatisch deelnemers aan de Players Championships. Bij afmeldingen worden de hoogstgeplaatsten op de Challenge Tour Order of Merit uitgenodigd om het deelnemersveld op 128 te krijgen. 

### Players Championship Finals
De Players Championship Finals is het eindtoernooi van de Players Championships in dat seizoen. Dit is een van de hoofdtoernooien, majors, van de PDC. De top 64 van de Players Championship Order of Merit kwalificeert zich hiervoor. In dit toernooi wordt dan ook de seeding volgens deze ranking gebruikt, niet van de algemene PDC Order of Merit.

## European Tour
In 2012 introduceerde de PDC een reeks van vijf toernooien die in heel Europa werden gehouden, bekend als de European Tour, of kortweg Euro Tour. Het aantal evenementen is gestaag gestegen met acht in 2013 en 2014, negen in 2015, tien in 2016, twaalf in 2017 en vanaf 2024 zijn er dertien toernooien. In tegenstelling tot de Players Championships worden deze toernooien wel voor publiek gespeeld. Het was ooit bedoeld als tussenstap van de vloertoernooien naar de majors, maar qua locaties en publiek verschillen de Euro Tours tegenwoordig weinig meer met de majors.

### Order of Merit
Het prijzengeld gewonnen in de Euro Tours telt mee voor de PDC Order of Merit. Tevens telt het prijzengeld voor de aparte European Tour Order of Merit welke is gebaseerd op het prijzengeld gewonnen op alle Euro Tours in dat seizoen én voor de Pro Tour Order of Merit. De spelers die het hoogst op de Pro Tour Order of Merit staan (buiten diegene die al gekwalificeerd zijn via de PDC Order of Merit) krijgen kwalificatieplaatsen bij grote toernooien, zoals de World Matchplay, World Grand Prix en het Wereldkampioenschap. 

### Plaatsing
Sinds 2024 is de plaatsing voor Euro Tour veranderd. De top 16 van de PDC Order of Merit en de top 16 van de geschoonde ProTour Order of Merit (dat wil zeggen: zonder de reeds geplaatsen via de Order of Merit) kwalificeren zich automatisch voor een Euro Tour. Daarnaast komen er tien spelers uit een Tour Card Holder Qualifier, vier uit de Host Nation Qualifier, een uit de Nordic & Baltic Associate Nation Qualifier en een uit de East European Associate Member Qualifier. Dit wordt dus voor elk van de Euro Tours opnieuw bepaald.
De top 16 van de ProTour Order of Merit is geseed en plaatst zich meteen voor de 2e ronde. 

### European Championship
De European Championship is het eindtoernooi van de Euro Tours in dat seizoen. Dit is één van de hoofdtoernooien, majors, van de PDC. De top 32 van de Euro Tour Order of Merit kwalificeert zich hiervoor. In dit toernooi wordt dan ook de seeding volgens deze ranking gebruikt, niet van de algemene PDC Order of Merit.

## UK Open Regional Finals/Kwalificaties
Tot aan 2018 werden voor het UK Open, een PDC major, acht UK Open kwalificatietoernooien (oorspronkelijk Regional Finals genoemd) gespeeld,  waarbij het prijzengeld de 'UK Open Order of Merit' bepaalt, waarin de 96 beste spelers doorgaan naar de UK Open. Deze kwalificatietoernooien vielen toen ook onder de PDC Pro Tour.
De kwalificatietoernooien werden op een vergelijkbare manier als de Players Championships georganiseerd. Het is een vloertoernooi met 32 dartborden, en het wordt in een dag gespeeld. Vanaf 2011 werden de acht toernooien verdeeld over vier weekenden in plaats van acht zondagen. In 2014 waren er maar 6 toernooien. Tot de finale van 2010 moest een speler meegedaan hebben aan minstens drie kwalificatietoernooien om mee te doen aan de finale. Vanaf 2011 waren twee kwalificatietoernooien genoeg. Tot 2008 stonden de toernooien open voor iedere dartspeler, dus zowel PDC- als BDO-leden konden meedoen. 
Vanaf 2019 mogen alle tourkaarthouders meedoen aan de UK Open en bestaan deze kwalificatietoernooien niet meer. 